# Кравченко, Охрим Севастьянович

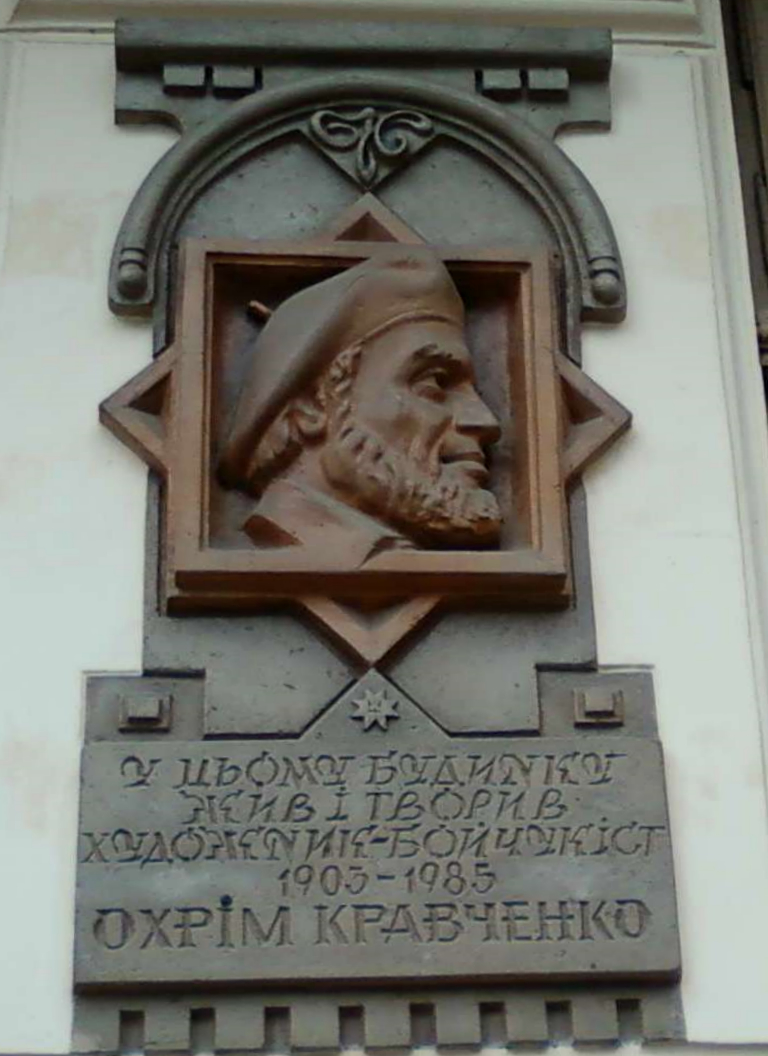
Памятная доска во Львове

Охрим Севастьянович Кравченко (укр. Охрім Севастьянович Кравченко); 28 января (10 февраля) 1903, Кищинцы, Киевская губерния — 31 октября 1985, Львов) — украинский художник-монументалист и живописец, педагог, яркий представитель школы Михаила Бойчука.

## Биография
Родился 28 января (10 февраля) 1903 года в селе Кищинцы Ковалёвской волости Васильковского уезда Киевской губернии (ныне Фастовский район Киевской области).
После окончания художественной студии в Белой Церкви и обучения в Киевском художественно-индустриальном техникуме (1921—1924), где его преподавателями были К. Елева, М. Козик, С. Налепинская-Бойчук (гравюра), осенью 1924 года Охрим Кравченко поступил на художественный факультет Киевского художественного института. Был зачислен в группу профессора М. Бойчука, у которого учился монументальному искусству, кроме того — монументально-декоративной живописи у Л.Крамаренко и Ю. Михайлова.
Вскоре после окончания в 1930 КХИ, Кравченко был обвинён в «за систематической антисоветской деятельности», арестован и выслан в Котлас. Затем последовала высылка на Урал — в Свердловск, Казань, Куйбышев. Только перед самой войной в 1940 году О. Кравченко было разрешено вернуться на Украину — в город Кривой Рог.
Вынужденно оставшись в оккупации, работал художником в журнале «Колокол» (укр.Дзвін), занимался оформлением книг (1941—1942). Потом перебирается в Чигирин, а затем летом 1943 — в Киев. Работал в мастерской монументальной росписи церквей, здесь же в июне 1943 принял участие во Второй художественной выставке украинских художников (акварель «Каменная гора в Чигирине» и рисунок «Портрет бандуриста»).
В 1946 переехал во Львов — устроился на работу методистом Центрального дома народного творчества, затем преподавал во Львовском институте прикладного и декоративного искусства.
Впоследствии был обвинен в формализме и уволен с преподавательской работы. Работал старшим лаборантом кафедры оформления книги Украинского полиграфического института, откуда со временем также был уволен по обвинению в формализме.
В 1956—1959 гг. занимался монументальной живописью, расписывал церкви в г. Золочев (1956), с. Оброшино (1958), Сихове, Сокольниках, Яворове и др.
Персональные выставки художника состоялись в 1967 — Киеве и Львове в 1968, 1969, 1974, 1985.
Лишь в 1972 г. Охрим Кравченко был принят в союз художников Украины.
«Младобойчукист». Один из последних представителей, так называемого, «бойчукизма» или украинского монументализма, основанного на национальных элементах — украинской иконописи, стенописи Средневековья.
Автор портретов, исторических и тематических полотен. До настоящего времени сохранилось около 170 художественных произведений, 140 рисунков, акварелей и пастелей, альбомов эскизов и зарисовок.
В 1987 прошли мемориальные выставки в Тернополе, Черновцах и Ивано-Франковске.
В 2010 г. на доме в котором жил и творил художник Охрим Кравченко, была установлена мемориальная таблица.
Сын художника — профессор Львовской национальной академии искусств, ученый-искусствовед Ярослав Кравченко.